# Браднер (Охајо)
Браднер (енгл. Bradner) град је у америчкој савезној држави Охајо.

## Демографија
По попису из 2010. године број становника је 985, што је 186 (-15,9%) становника мање него 2000. године.
| Група             | 2000.         | 2010.       |
| Белци             | 1.134 (96,8%) | 913 (92,7%) |
| Афроамериканци    | 0 (0,0%)      | 4 (0,4%)    |
| Азијати           | 1 (0,1%)      | 3 (0,3%)    |
| Хиспаноамериканци | 31 (2,6%)     | 50 (5,1%)   |
| Укупно            | 1.171         | 985         |